# 1937 في السعودية
تحتوي هذه المقالة على أهم الأحداث التي شهدتها السعودية في 1937، إضافة إلى أهم الشخصيات السعودية التي وُلدت أو تُوفيت في هذه السنة.

## السياسة

### الحكم
الملك: عبد العزيز بن عبد الرحمن آل سعود

### تعيينات
- تعيين الأمير ناصر بن عبد العزيز آل سعود أميرًا على منطقة الرياض.[1]

## أحداث
- بدء نقل الحجاج جواً من مطاري جدة والمدينة المنورة.[2]
- تأسيس بلدية الرياض، وقد تحولت إلى أمانة في وقت لاحق.[3]

### يناير
- 23: قامت الولايات المتحدة بالتمثيل القنصلي مع السعودية.[4]

### فبراير
- تم إرسال أول بريد جوي من جدة إلى المدينة، لتنتظم العملية بعد ذلك من خلال شركة الملاحة الجوية المصرية بموجب ترخيص من الحكومة السعودية.[5]

### مارس
- اكتشف البترول بكميات ضخمة من بئر الدمام رقم 7.[6]
- 17: تأسيس النادي الأهلي.[7]

### أبريل
- 7: صدور العدد الأول من صحيفة المدينة.[8]

### مايو
- 21:
  - مجلس الشورى السعودي يناقش مواد نظام إحصاء النفوس.[9]
  - الشيخ محمد الشيبي سادن بيت الله الحرام يغادر مكة المكرمة مع عائلته باتجاه الطائف.[10]
- 28: الموافقة على تأسيس شركة سيارات نجد حيث تتولى نقل الحجاج بين مكة موانىء نجد وغير ذلك من الخطوط الأخرى ويقع مقر الشركة في بلدة الرياض.[11]

### يونيو
- 4:
  - إنشاء خط تلفوني جديد بين مدينة مكة المكرمة والطائف لتسهيل المواصلات التلفونية كما تقرر إنشاء خط تلفوني آخر عن طريق السيل.[12]
  - إقامة سباق للخيل في مدينة الطائف أمام الثكنة العسكرية.[13]
- 11: مديرية المعارف العامة تعلن عن حاجتها لمعلمين في الرياض والأحساء وبريدة وعنيزة وحائل والقطيف والجبيل والمجمعة وشقراء براتب 330 قرش و مدير براتب 750 قرش و معاون براتب 500 قرش شهرياً.[14]
- 18:
  - إقامة معروضات دار الأيتام في مكة المكرمة.[15]
  - مديرية المعارف تنشىء لجنه عليا لوضع أسئلة المواد التي تقرر الإختبار فيها كما تقرر طباعة الأسئلة وتوزيعها على الطلبة أثناء وقت الاختبار.[16]
- 25: الجمعية العمومة لشركة السيارات الأهلية إنشاء مدرسة لتعليم فن قيادة السيارات لإيجاد أكبر عدد ممكن من السائقين الماهرين ليكونوا في خدمة الحجاج أثناء موسم الحج.[17]

### يوليو
- 2: نشر نص نظام التلفونات في المملكة العربية السعودية في جريدة أم القرى في عددها الصادر بتاريخ 23 ربيع الثاني 1356هـ.[18]
- 9: مجلس الشورى السعودي يعقد جلسة مناقشات انتهت بالنظر في نظام الأوقاف.[19]
- 16: وقوع حادث سيارة لولي العهد الأمير سعود بن عبدالعزيز آل سعود أثناء تواجده في لندن.[20]
- 23: تشريع نظام الحوالات المالية الصادرة إلى داخل المملكة العربية السعودية وخارجها.[21]
- 25: الشيخ صالح الخلافي اليافعي يقدم تبرع بمبلغ ستة وعشرين ريالاً عربيا وثلاثة قروش على جمعية الطيران.[22]

### أغسطس
- 26: انضمام اليمن إلى المعاهدة العراقية - السعودية "معاهدة الصداقة والأخوة العربية"، التي أُبرمت في بغداد في 21 أبريل 1936م.[4]

### سبتمبر
- 3: قيام النائب العام للملك عبد العزيز بإصدار إذن بتأليف لجنة في كل مدن البلاد لترفع صوت الشعب وتمد الحركة الوطنية في فلسطين بالتبرعات التي يقوم بها السعوديون.[4]

## مواليد
- محمد الفيصل بن عبد العزيز، الابن الثاني للملك فيصل (ت. 2017).[23]
- خالد بن عبد الله بن عبد الرحمن آل سعود، ابن أخ الملك عبد العزيز وزوج ابنته الجوهرة (ت. 2021).[24]
- محمد الفايز، شغل عدداً من المناصب من أهمها وزير العمل ثم وزير الخدمة المدنية.
- سامي إحسان، ملحن (ت. 2012).[25]
- زاهد قدسي، معلق كرة قدم (ت. 2003).[26]
- علي النعمي، شاعر وأديب (ت. 2009).[27]
- محمد علي بن هاشم العلي، فقيه جعفري ومدرس ديني وشاعر (ت. 2019).[28]
- صبيح المصري، رجل أعمال سعودي من أصل فلسطيني.[29]
- قينان الزهراني، كاتب ومؤرخ وعسكري (ت. 2009).[30]
- سعد إبراهيم، مطرب وملحن وهو معروف بـ (فتى الجزيرة) (ت. 2006).[31][32]
- علي بن محمد العمير، كاتب وصحفي (ت. 2021).[33]
- غازي علي، موسيقار (ت. 2021).[34]

### سبتمبر
- 6:
  - عبد العزيز الهزاع، فنان وممثل شعبي (ت. 2024).[35]
  - علي المدفع، ممثل.
- 7: محمد عبد العزيز الراجحي، رجل أعمال وهو من مؤسسي مصرف الراجحي (ت. 2012).[36]
- 9: مطلق الثبيتي، شاعر برع في فن المحاورة (ت. 1995).[37]